# Christian Gottfried Thomas
Christian Gottfried Thomas(Wehrsdorf, Saxònia, 2 de febrer de 1748 - Leipzig, 18 de febrer de 1806) fou un musicògraf i compositor alemany. Feu els estudis a la Universitat de Leipzig i en aquesta capital establí un comerç de música, i com que no li'n donà el resultat que ell esperava, es retirà del negoci, traslladant-se a Hamburg. Durant els concerts dirigits per Thomas s'executaren gran nombre de les seves composicions, retornant més tard a Leipzig, on hi va romandre fins a la seva mort.

## Obres
Se li coneix un Gloria in Excelsis Deo a tres cors; una obertura i una cantata en honor de Josep II del Sacre Imperi Romanogermànic, intitulada La felicitat de l'Imperi; dos Quartets; i diversos retalls de música instrumental. A més escrigué diverses obres sobre música:
- Praktische Heiträge zur Geschichte der Musik musikalische Literatur und gemeinen Berten... (Leipzig, 1778);
- Unparteíísche Kritik der vorzüchlichsten seit 3 Jahren in Leipzik aufgefuheten und fomerkin auf zufhrenden grossen Kirchenmusiken;
- Concerten, und opera... (Leipzig, 1805).